# Elba (pastora)
Elba (aquella que ve de les muntanyes, en llengua celta) és el nom que rep una dona del Mesolític, les restes de la qual han estat datades cap al 9.300 aC. Es consideren les restes humanes més antigues trobades a Galícia donat que el sòl àcid de la regió no afavoreix la conservació de les restes orgàniques. Va aparèixer a la cova de Chan de Lindeiro, a la parròquia de Zanfoga, al municipi de Pedrafita do Cebreiro (Lugo). La dona anava acompanyada d'un ramat d'urs, fet que va servir per determinar que els inicis de la domesticació animal a la península Ibèrica van donar-se molt abans del que es pensava en aleshores.

## Vida
L'anàlisi de les restes d'Elba indica que no va viure una vida fàcil. La primera dada que va aportar l'estudi per datació de radiocarboni és que els ossos de la pastora i dels seus animals es poden datar en fa uns 9.300 anys.

### Anàlisi de les restes
En el moment de la seva mort Elba tenia entre 20 i 40 anys i feia entre 1.50 o 1.52 metres d'alçada. Abans de la caiguda a la sima la seva vida no va estar exempta de penúries; primer perquè la zona muntanyosa on vivia presentava unes condicions de vida molt dures tot i que el màxim de l'Edat de Gel ja havia passat i segon, perquè es trobava en un estat de deteriorament físic evident.
El crani d'Elba presentava traces d'hiperostosi poròtica als dos parietals i sobre una de les conques de l'ull, al frontal, això és, una aparença porosa de l'os que podria significar que la dona podria haver patit malnutrició crònica o anèmia. A banda d'això, el crani presenta traces d'un traumatisme moderat produït durant la infància que possiblement va causar-li algun tipus de lleu discapacitat psíquica.
Sembla que Elba va patir una fractura al tercer metatars del peu esquerre poc abans de la seva mort, un impacte possiblement provocat per estrès de l'articulació i que devia fer-la caminar amb dificultat.
L'estudi de les tíbies i els fèmurs d'Elba constata el fet que va patir malnutrició durant un llarg període, donat que l'anàlisi de les restes va fer evidents línies de Harris als ossos, un marcador d'aturada forçosa del creixement a causa de malalties o falta de nutrients. Per la seva banda, les vèrtebres mostren símptomes d'artrosi, una afectació sorprenent perquè es tractava d'una dona relativament jove, però que novament es pot explicar a causa de dèficits alimentaris.
Pel que fa a l'anàlisi de les dents de la pastora aquests mostren evidents senyals de deteriorament amb cavitats profundes i, en general, una diagnosi d'hipoplàsia de l'esmalt, una deficiència en la producció d'esmalt dental que es manifesta en forma de forats o fosses a les dents i indrets on la dentina està completament exposada. Aquesta afectació pot produir-se de manera hereditària, per traumatismes, malalties o per deficiència de vitamines. Sembla que en els darrers mesos abans de la seva mort, Elba hauria patit de mal a les dents, possiblement a causa d'una higiene dental deficient.
Estudis de sediment provinents de la zona i la seva comparació amb restes trobades a altres zones de Galícia presenten la hipòtesi que l'alimentació d'Elba i altres persones contemporànies a ella estaria basada en una aportació reduïda de proteïna animal i un consum de vegetals, principalment d'aquells rics en hidrats de carboni, gràcies a les temperatures cada vegades més temperades de l'Holocè.

### Primeres evidències de pastura
Al costat d'Elba es van recuperar les restes de tres urs (Bos primigenius) que es trobaven barrejades amb les de la pastora, per la qual cosa es dedueix que devien formar part d'un petit ramat que la pastora anava guiant en el moment de l'accident.
L'estudi de les restes animals va mostrar que els urs no eren de la zona, sinó que és possible que vinguessin d'una àrea situada a una altitud menor i que fossin conduits cap aquell terreny muntanyós i inhòspit per la pastora en un intent de domesticar-los. Els exemplars eren un enorme mascle amb banyes de dos metres de llargada en total i dos mascles més joves que no tenien relació de parentiu amb el primer.
Alguns científics proposen que el que s'estaria desenvolupant entre Elba i els urs era una pràctica incipient de domesticació animal a través del pastoreig, però hi ha veus discordants que afirmen que el fet que Elba i els urs patissin un accident simultani és fruit de la casualitat prenent com a referència l'enorme mida dels animals i la fragilitat de la suposada pastora. Segons aquesta darrera hipòtesi, el pastoreig no és un fenomen probable.

## L'accident
L'anàlisi dels sediments dipositats al voltant de la cova també va permetre conèixer l'entorn on es va moure Elba. Segons els informes, es tractava d'una zona boscosa on predominaven els bedolls i els roures començaven a aparèixer. Això no obstant, també es van trobar restes de presència d'alzines, avellaners, oms, petits boscos de pins i un ric sotabosc. El mateix anàlisi va revelar evidències d'incendis forestals, probablement a causa de l'acció antròpica, és a dir, provocats accidentalment per pastors com Elba que estarien en aquelles muntanyes durant la primavera incipient.
La dolina on van caure Elba i els tres urs probablement es va obrir fa uns 9.300 anys, tot i que la Cova do Uro era molt més antiga. Aquesta datació es deu al fet que les restes de la dona i els animals accidentats van aparèixer al fons de la cavitat, és a dir, que no havia cap material de reompliment sota les seves restes.
La tesi de la mort accidental de la pastora és la més acceptada. Segurament Elba anava seguint una via molt antiga i la sima s'hauria obert per acció del gel coincidint amb el traçat del camí. La dona i els animals haurien passat per la zona durant el final de l'hivern i al principi de la primavera, un moment en què encara es donaria la possibilitat de nevades breus que haurien ocultat el forat al terra, però no suficientment greus com per aturar la marxa d'una persona. El viatge, que s'estava fent per la zona que oferia millors condicions de seguretat (visibilitat, control de l'entorn i facilitat de desplaçament) es va veure trucat per la caiguda a la sima, que hauria quedat tapada per l'escassa neu i la vegetació.
Les causes de la mort no s'han establert definitivament perquè les restes humanes són escasses. Tot i això, sembla que no es van produir a causa d'un traumatisme pel que assenyalen els ossos. És més possible que les causes fosin la inanició i les dures circumstàncies vitals que havia travessat Elba anteriorment.

## Descobriment
El crani de l'Elba es va trobar l'any 1996 al fons de la Cova do Uro, a una profunditat d'entre deu i quinze metres. En les següents campanyes d'excavació es van anar recuperant més restes d'altres animals, entre elles les dels tres urs i les d'un os de les cavernes que també va caure al parany de la sima. A més, es van recuperar més restes òssies de la pastora l'any 2010.
Les restes de l'Elba van ser identificades com a masculines com a mínim fins al 2014. Van ser els estudis genètics posteriors duts a terme sobre els seus óssos els que van determinar el seu possible sexe.

## Museïtzació
Es pot visitar una reproducció hiperrralista i a mida natural d'Elba al Museu Geològic de Quiroga (Lugo).